# ديفيد وات
ديفيد وات (بالإنجليزية: David Watt)‏ هو عالم حاسوب ومهندس بريطاني، ولد في 1946.